# Сарбайський кар'єр
Сарбайський кар'єр – гірничодобувний майданчик у Костанайській області Казахстану, що провадить розробку однойменного залізорудного родовища.
Сарбайське родовище відкрили у 1949 році. В 1956-му тут почали будівництво кар’єру, першу руду з якого отримали у 1961-му. Будівництво кар’єру завершилось в 1965-му, при цьому було переміщено 155 млн м3 розкривних порід та попутно видобуто 33 млн тон руди.
За перші два десятки років – по 1979-й включно – видобули 211 млн тон руди. Первісно річна потужність Сарбайського кар’єру була визначена як 17 млн тон руди, проте вже наприкінці 1960-х склали проект її збільшення до 20 млн тон із максимальною глибиною об’єкту у 650 метрів (в 2010 році глибина Сарбайського кар’єру досягнула 520 метрів).
Запаси руди у контурі кар’єру станом на початок 1976 року оцінювались у 476 млн тон. В подальшому запаси родовища уточнили, так що станом на початок 2014-го його залишкові балансові запаси рахувались як 321 млн тон.
В 2007-му почались гірничі роботи зі спорудження Південно-Сарбайського кар’єру, що міг надати доступ до 200 млн тон руди, проте в 2015-му цей проект зупинили через зменшення попиту на залізорудну сировину.
В середині 2010-х почали реалізацію проекту реконструкції східного борту кар’єра, яка, зокрема, включала ліквідацію залізничних колій, що використовувались для вивозу руди з глибини у кілька сотень метрів. Це мало збільшити видобувні запаси на 44 млн тон та подовжити термін служби кар’єру до 2027 року.
Правами на розробку Сарбайського родовища володіє Соколовсько-Сарбайське гірничо-збагачувальне виробниче об’єднання (ССГЗО) зі складу Eurasian Resources Group (ERG).
Також можливо відзначити, що на західному борті кар’єру знаходиться Сарьбайське родовище бентонітоподібних глин, які використовуються ССГЗО у виробництві котунів. Станом на початок 2014-го залишкові запаси глин оцінювались у 7,3 млн тон.